# Erich Meuthen
Erich Meuthen (* 31. Mai 1929 in Mönchengladbach; † 11. Juni 2018 in Köln) war ein deutscher Historiker, der schwerpunktmäßig über das Spätmittelalter forschte.
Meuthen hatte Professuren für Mittelalterliche Geschichte an den Universitäten Bern (1971–1976) und Köln (1976–1994). Er entdeckte zahlreiche Quellen des 15. Jahrhunderts und gehörte in der Zeit seiner Forschungstätigkeit zu den führenden Experten für das Leben und Werk des Humanisten, Philosophen und Kirchenpolitikers Nikolaus von Kues.

## Leben
Erich Meuthen war der Sohn eines Konrektors. Er stammte aus einem stark katholisch geprägten Umfeld. Zur Wehrmacht wurde er nicht mehr eingezogen. Nach Besuch der Volksschule und der höheren Schule zu Gladbach legte Meuthen am Mathematisch-Naturwissenschaftlichen Gymnasium in Mönchengladbach die Reifeprüfung im März 1949 ab.
Meuthens Interesse für Geschichte wurde durch die Bilder geweckt, die der Schuhcremehersteller Erdal seinen Produkten beilegte (etwa: „Kaiser Friedrich Rotbart züchtigt die aufbegehrenden Mailänder“). Dabei interessierte er sich mehr für die Bilderklärungen als für die Bilder selbst. Meuthen studierte neun Semester Geschichte, Germanistik und Philosophie an der Universität zu Köln. Seine wichtigsten akademischen Lehrer waren Gerhard Kallen, Richard Alewyn und Josef Koch. Bei Alewyn arbeitete Meuthen über Goethes Faust und versuchte sich an eigenen Gedichten und Dramen. Koch und Kallen weckten sein Interesse für Nikolaus von Kues. In Köln wurde er im März 1954 mit einer von Kallen angeregten und betreuten Arbeit über die Kirchenreform und Geschichtstheologie bei Gerhoch von Reichersberg promoviert. Von 1954 bis 1957 war er als Stipendiat des Landes Nordrhein-Westfalen am Deutschen Historischen Institut in Rom beschäftigt.
Meuthen absolvierte eine Ausbildung zum Archivar am Nordrhein-westfälischen Hauptstaatsarchiv in Düsseldorf und gemeinsam mit Hugo Stehkämper an der Archivschule Marburg. Von 1957 bis 1971 arbeitete er im Archivdienst, ab 1961 war er Archivrat und von 1966 bis 1971 Archivdirektor des Stadtarchivs Aachen. Nach seiner Habilitation 1967 mit einer prosopographischen Studie über die Aachener Pröpste bis zum Ende der Stauferzeit war er bis 1971 zugleich Privatdozent an der RWTH Aachen.
Von 1971 bis 1976 war Meuthen ordentlicher Professor für mittelalterliche Geschichte an der Universität Bern. Einen Ruf an die Universität München lehnte er 1974 ab. Als Nachfolger von Theodor Schieffer lehrte Meuthen von 1976 bis zu seiner Emeritierung 1994 Mittlere und Neuere Geschichte in Köln. Im August 1977 wurde er auch Schieffers Nachfolger als Leiter des Universitätsarchivs. Dieses Amt behielt er nach seiner Emeritierung bis zum 31. Januar 2001. Als akademischer Lehrer betreute er vier Habilitationen und 25 Dissertationen. Zu seinen bedeutendsten akademischen Schülern gehören Johannes Helmrath, Harm Klueting, Heribert Müller und Urs Martin Zahnd. Es bildete sich jedoch keine Schule im Sinne eines Kreises von Schülern mit einem gemeinsamen Forschungsgebiet heraus.
Im Jahr 1993 wurde ihm die Universitätsmedaille verliehen. Seit 1977 war Meuthen korrespondierendes Mitglied der Heidelberger Akademie der Wissenschaften und ordentliches Mitglied der Historischen Kommission der Bayerischen Akademie der Wissenschaften, seit 2007 auch korrespondierendes Mitglied der Nordrhein-Westfälischen Akademie der Wissenschaften. Er war über zwanzig Jahre Mitglied im wissenschaftlichen Beirat des Deutschen Historischen Instituts in Rom. In der Nachfolge von Hermann Heimpel wurde er von der Historischen Kommission der Bayerischen Akademie der Wissenschaften mit der Ausgabe der Älteren Reihe der Deutschen Reichstagsakten (1376–1485) betreut. Meuthen gehörte viele Jahre zum Herausgeberkreis der Historischen Zeitschrift und der Zeitschrift für Kirchengeschichte.
Meuthen heiratete 1967 und wurde in den folgenden Jahren Vater von drei Kindern. Seit 1996 war er verwitwet. Meuthen litt viele Jahre an der Parkinson-Krankheit. Er starb am 11. Juni 2018 im Alter von 89 Jahren und wurde im Familiengrab in Köln beigesetzt.

## Werk
Meuthen legte von 1954 bis 2003 etwa 120 Veröffentlichungen vor. Fast immer stand Nikolaus von Kues im Zentrum seiner Forschungen. Als Archivar in Aachen widmete er sich der mittelalterlichen Stadtgeschichte Aachens. Als Professor in Bern erforschte er das Konzil von Basel (1431–1449). Neben seinen Cusanus-Forschungen befasste sich Meuthen als Professor in Köln mit der Universitätsgeschichte. Anlässlich der 600-Jahr-Feier hat die Universität 1988 eine große, weitgehend von Meuthen verantwortete dreibändige Kölner Universitätsgeschichte veröffentlicht. Den ersten Band über die Geschichte der alten Kölner Universität (1388 bis 1798) hat Meuthen verfasst. Die Darstellung genügt höchsten wissenschaftlichen Ansprüchen und gilt auch im internationalen Vergleich als vorbildlich. Meuthen war sein ganzes Forscherleben aufgeschlossen gegenüber neuen Fragestellungen. So veröffentlichte er 2000 einen vergleichenden Aufsatz über den Anteil von Frauen am deutschen und italienischen Schrifttum des Spätmittelalters. Er konnte zeigen, dass gebildete und literarisch tätige Frauen nicht nur im Hochadel, sondern auch im Bürgertum und geistlichen Stand vorkamen.
Die Beschäftigung mit Nikolaus von Kues ging auf eine Anregung von Josef Koch zurück. Dank einem dreijährigen Stipendium des Landes Nordrhein-Westfalen konnte sich Meuthen ab 1954 der Erforschung der späten italienischen Jahre des Cusanus widmen. Dabei stieß er in 38 italienischen Archiven und Bibliotheken auf eine Fülle von bis dahin gänzlich unbekanntem Quellenmaterial. Die daraus resultierende Studie Die letzten Jahre des Nikolaus von Kues bestand überwiegend aus erstmals edierten Quellen. Meuthen veröffentlichte 1964 anlässlich der 500. Wiederkehr von Nikolaus’ Todestag die Darstellung Nikolaus von Kues 1401–1464. Skizze einer Biographie. Dabei betrachtete er seine Arbeit nur „als einen Vorbescheid“. Diese Darstellung wollte „in erster Linie den Menschen ergründen, sein Werk verstehen nur im Blick auf ihn selbst, es nicht in seiner Fülle entfalten“. Er würdigte Cusanus als „den ersten Rechtshistoriker im strengen Sinn“. Große Bedeutung räumte er der Gesandtentätigkeit in Konstantinopel im Jahr 1437 ein. Durch seinen Einsatz für die Kirchenunion auf der Gesandtschaftsreise rückte Nikolaus von Kues nach Meuthens Einschätzung „in die erste Reihe der europäischen Politiker“ und wurde zu einem Akteur im „großen Weltgeschehen“; „kein deutscher Bischof seines Jahrhunderts“ habe das Bischofsamt „mit solchem seelsorgerischen Ernste“ versehen wie er. Im Jahre 1992 erschien das Werk in siebter Auflage, 1973 kam eine japanische und 2010 eine englische Übersetzung heraus. Im Jubiläumsjahr 1964 veröffentlichte Meuthen auch die Darstellung Das Trierer Schisma von 1430 auf dem Basler Konzil. Zur Lebensgeschichte des Nikolaus von Kues, eine grundlegende Untersuchung über das frühe Leben des Cusanus. Dabei lag der Schwerpunkt auf dem Basler Konzilsverfahren gegen den Trierer Elekten Ulrich von Manderscheid, dessen Partei Nikolaus ergriffen hatte. Im Jahre 1977 gab Meuthen mit De maioritate auctoritatis sacrorum conciliorum supra auctoritatem papae („Über den Vorrang der Autorität der heiligen Konzilien über die Autorität des Papstes“) einen von ihm selbst entdeckten kirchenpolitischen Traktat des Cusanus aus dem Frühjahr 1433 heraus. Ausführlich arbeitete Meuthen in den 1980er Jahren die weitverzweigte Quellenlage zur Reise des Cusanus als päpstlicher Legat durch das Reich zwischen Dezember 1451 und April 1452 auf. Die Quellen zu dieser Reise erlauben zahlreiche Einblicke in die kirchlichen Verhältnisse und die Diplomatie.
Bei seinen Cusanus-Forschungen stieß Meuthen auf eine im Staatsarchiv Würzburg verwahrte Handschrift der Summa dictorum, die der Forschung zwar bereits bekannt war, deren zentrale Bedeutung für die Textüberlieferung aber noch nicht erkannt worden war. Bei der Summa dictorum handelt es sich um die Entgegnung, mit der Nikolaus 1442 auf dem Frankfurter Reichstag die Ausführungen des Basler Konzilslegaten Nicolaus de Tudeschis widerlegen wollte. Als Wortführer der päpstlichen Gesandtschaft versuchte er die Absetzung Papst Eugens IV. als ungültig zu erweisen. Mit Ausnahme der Summa dictorum sind alle in den Jahren von 1438 bis 1447 entstanden Abhandlungen des Cusanus „in einer, allenfalls in zwei und nur einmal in zahlreicheren Handschriften überliefert“. Meuthen kam zu neuen Einsichten zur Entstehungsgeschichte und Überlieferungsproblematik der Summa dictorum und berichtigte den falschen Eindruck von der handschriftlichen Überlieferung, den der Abdruck dieser Schrift in den Deutschen Reichstagsakten erweckt hatte. Der italienische Humanismus-Experte Agostino Sottili würdigte diese Entdeckung Meuthens als glänzenden Fund.
Ab den fünfziger Jahren arbeitete Meuthen mit Hermann Hallauer an der Edition der Lebenszeugnisse des Nikolaus von Kues. Die beiden Cusanus-Forscher begegneten sich erstmals im März 1954 in Honnef. Mit Hallauer begründete er 1976 mit dem Erscheinen des ersten Bandes (1401–1452) das Editionswerk Acta Cusana. Quellen zur Lebensgeschichte des Nikolaus von Kues. Meuthen und Hallauer gaben das bisherige Auswahlprinzip auf und wollten stattdessen „eine vollständige, in chronologischer Folge dargebrachte Sammlung“. Dabei dachten sie an die gesamte schriftliche Überlieferung, „die Auskunft [...] über die Lebens‚geschichte‘ des Cusanus im wörtlich verstandenen Sinne gibt, ja, sie in gewisser Weise ist.“ Dabei haben die beiden Forscher Tausende Urkunden, Briefe, Chroniken und vieles mehr aufbereitet. In chronologischer Ordnung versammeln die Acta Cusana alle Quellen zur Lebensgeschichte des Nikolaus von Kues. Der erste Band, der den Zeitraum von 1401 bis 1452 umfasst, erschien in den Jahren 1976, 1983, 1996 und 2000 in vier bzw. mit Register in fünf Teillieferungen mit 2452 Dokumenten auf über 1800 Seiten. Die fortlaufend anschwellende Quellenüberlieferung im Übergang vom Mittelalter zur Neuzeit stellt die Spätmittelalterforschung nicht nur in editorischer Hinsicht vor zahlreiche neue Herausforderungen. Diesen Wandel der Quellenlage und dessen künftige editorische Bewältigung hat Meuthen anhand zahlreicher Beispiele 1999 erörtert. Alters- und krankheitsbedingt konnten Meuthen und Hallauer das Projekt nicht mehr abschließen. Mit der Fortführung des Unternehmens wurde Johannes Helmrath betraut. Die Acta Cusana zählen zu den wichtigsten Editionen spätmittelalterlicher Quellen. Durch seine Forschungen konnte Meuthen zahlreiche Lücken in der bis dahin maßgeblichen Cusanus-Biographie Edmond Vansteenberghes (1920) schließen. Dank seiner Entdeckungen konnte die Zahl der biographischen Dokumente, die der Cusanus-Forschung zur Verfügung stehen, nach einer ersten Zählung aus dem Jahr 1964 auf etwa 5000 erhöht werden. Für ihre Verdienste um die Cusanusforschung erhielten Hallauer und Meuthen 2009 als Erste den neu gestifteten Cusanus-Preis des Instituts für Cusanus-Forschung der Universität Trier und der Dr. Birgit Helander Stiftung.
Die Cusanus-Forschung führte Meuthen auch zu den Konzilien des 15. Jahrhunderts. Zum Konzil von Basel legte er zahlreiche und grundlegende Studien vor. Er entdeckte drei Bände Rotamanualien in Basel und einen Band Konzilsprotokolle aus dem Besitz des Johannes von Segovia in Kopenhagen. Dank seines 1985 vorgestellten Ansatzes wird das Basler Konzil in der Konziliengeschichtsschreibung nicht nur unter theologischen und ekklesiologischen Gesichtspunkten betrachtet, sondern in sehr umfassendem Sinn als polyvalentes historisches Phänomen mit weit über die Kirchengeschichte hinausreichender Bedeutung verstanden. Meuthen stellte seine Cusanus-Forschungen auch in einen größeren zeitlichen Kontext. Über das in der Forschung bis dahin stark vernachlässigte 15. Jahrhundert legte er 1980 im Rahmen der Buchreihe Oldenbourg Grundriss der Geschichte ein Standardwerk vor. Der Band bildete nach Claudia Märtl aufgrund „seines epochalen Zuschnitts, seiner interdisziplinären Perspektive und seines europäischen Horizonts“ ein Novum unter den deutschen Handbüchern. In der Darstellung warnte er davor, das 15. Jahrhundert als bloße Randepoche zu behandeln. Vielmehr müsse es „gerade in seiner Vielschichtigkeit als Mitte mannigfacher Entwicklungen, das heißt, als im weitesten Sinne ‚vermittelnde‘ Zeit sichergestellt werden“. Meuthen überarbeitete seine Überblicksdarstellung für zwei weitere Auflagen (1984 und 1996). Die vierte Auflage erschien 2006, die fünfte 2012; sie wurden von Claudia Märtl aktualisiert.
Meuthen befasste sich auch auf breiterer Basis mit dem Renaissance-Humanismus. Dabei stand Nikolaus von Kues als Brückenfigur zwischen Deutschland und Italien im Blickpunkt. Meuthen stellte heraus, dass der deutsche Kardinal einem aus Deutschen und deutschlanderfahrenen Italienern bestehenden kurialen Freundeskreis angehörte. Bei seinen Cusanus-Forschungen stieß Meuthen auf einen Brief des späteren Papstes Enea Silvio Piccolomini vom 12. März 1455 an den spanischen Kardinal Juan de Carvajal. Aus dem Brief geht hervor, dass Carvajal von einem Mann wusste, der in Frankfurt gedruckte Bibelseiten angeboten hatte. Somit ist der Brief ein frühes Quellenzeugnis für den ältesten Bibeldruck. Er war zwar schon 1480 gedruckt und 1947 in Spanien ediert worden, doch war seine Relevanz für die Gutenbergforschung bis zur Veröffentlichung Meuthens im Jahr 1982 nicht erkannt worden. Meuthens Entdeckung gilt als Sensation und wurde als wichtigster Quellenfund des 20. Jahrhunderts zur Geschichte der Gutenbergbibel gewürdigt.
In zahlreichen Beiträgen erforschte Meuthen verschiedene Aspekte der mittelalterlichen Geschichte Aachens. Meuthen untersuchte in einer 1962 erschienenen Studie die Beziehungen des Cusanus zu Aachen, besonders zum Marienstift. Meuthen veröffentlichte 1965 eine Studie über Aachen in der Geschichtsschreibung bis 1800. Er legte 1972 eine Edition der Aachener Urkunden von 1101 bis 1250 vor. Das Urkundenbuch bietet 262 Urkunden in voller Textwiedergabe. Er untersuchte in einer 1975 veröffentlichten Studie die Beziehungen Friedrich Barbarossas zur Stadt. Nach Meuthens Untersuchung der Herrscheraufenthalte in Aachen waren die Beziehungen zur Stadt nicht so eng, wie manche Urkunden Barbarossas es zunächst vermuten lassen. Meuthen zufolge konnte sich Aachen unter Barbarossa nicht zur „effektiven Hauptstadt“ entwickeln. Nach 1174 sind vom staufischen Herrscher keine Aufenthalte für Aachen nachweisbar. Meuthen deutet dies als Indiz für den „beginnenden Zwiespalt von Idee und Wirklichkeit in diesem Reich“. Meuthen befasste sich mit dem angeblich ältesten deutschen Papierbrief von 1302. Er konnte zeigen, dass dieser im Stadtarchiv Aachen verwahrte Fehdebrief aus paläographischen und inhaltlichen Gründen nicht in dieses Jahr, sondern an das Ende des Jahrhunderts zu datieren ist und zog die versehentliche Schreibung „1302“ anstelle von „1402“ in Erwägung.

## Schriften (Auswahl)
Schriftenverzeichnisse
- Johannes Helmrath, Heribert Müller (Hrsg.): Studien zum 15. Jahrhundert. Festschrift für Erich Meuthen. Band 2, Oldenbourg, München 1994, ISBN 3-486-56078-6, S. 1101–1107.
- Erich Meuthen: Bibliographie seiner Schriften 1954 bis 2003 zum 80. Geburtstag am 31. Mai 2009 (= Kleine Schriften der Universitäts- und Stadtbibliothek Köln. Band 28). Universitäts- und Stadtbibliothek, Köln 2009, ISBN 978-3-931596-46-0, S. 13–31.

Monografien
- Das 15. Jahrhundert (= Oldenbourg Grundriss der Geschichte. Band 9), überarbeitet von Claudia Märtl. 5. Auflage. Oldenbourg, München 2012 (Rezension bei H-Soz-u-Kult der Ausgabe von 2006).
- Nikolaus von Kues 1401–1464. Skizze einer Biographie. 7., überarbeitete Auflage. Aschendorff, Münster 1992, ISBN 3-402-03492-1.
- Kölner Universitätsgeschichte. Band 1: Die alte Universität. Böhlau, Köln 1988, ISBN 3-412-06287-1.
- Das Trierer Schisma von 1430 auf dem Basler Konzil. Zur Lebensgeschichte des Nikolaus von Kues. Aschendorff, Münster 1964.